# Permaculture Association
Permaculture Association – brytyjska badawcza i edukacyjna organizacja charytatywna, promująca teorię i praktykę permakultury w Anglii i poza jej granicami. Jest organizacją partnerską w Local Food consortium biorącym udział w programie loterii Big Lottery Fund o nazwie Changing Spaces.

## Historia
The Permaculture Association rozpoczęła działalność 8 lutego 1983 jako niezarejestrowana organizacja charytatywna, złożona z nieformalnej grupy ok. 10 osób, a 8 listopada 2006 została oficjalnie wpisana do rejestru organizacji charytatywnych. Punktem kulminacyjnym była wycieczka i kurs permakultury w Pirenejach w 1985, który zgromadził ok. 40 osób chcących działać formalnie.

## Działalność
Stowarzyszenie jest instytucją wydającą certyfikaty na kursach projektowania permakulturowego w Wielkiej Brytanii, prowadzi także program dyplomowy.
Organizacja wydaje kwartalnik Permaculture Works rozsyłany bezpłatnie do członków stowarzyszenia. Oferuje swoim członkom zniżki na bilety wstępu na organizowane imprezy, usługi i zniżki przy zakupie w księgarni. Ułatwia też promocję wydarzeń poprzez stronę internetową i newsletter, oferuje pomoc przez telefon.
Stowarzyszenie organizuje trzy rodzaje dorocznych zjazdów członków:
1. sierpień-wrzesień: spotkanie pod nazwą convergence, połączone z licznymi warsztatami[7][8][9]
2. listopad: Annual General Meeting (w 2012 odwiedzony przez 70+ uczestników)[10]
3. listopad-grudzień: National Diploma Gathering dla członków zamierzających uzyskać dyplom lub będący jego posiadaczami[11].

## LAND
Doniosłym przedsięwzięciem organizacji jest zorganizowanie sieci terenów pokazowych w projekcie LAND (Learning And Network Demonstration), na który stowarzyszenie otrzymało w 2008 grant (£273 000) od Big Lottery Fund poprzez organizację Local Food. Na terenach pokazowych można odwiedzać ogródki przydomowe, wspólne ogrody, miejsca publiczne, działki, oraz mniejsze i większe farmy zaprojektowane zgodnie z założeniami permakultury. Celem rozpoczętego w 2009 roku 4-letniego projektu było zorganizowanie przynajmniej 80 miejsc pokazowych, 25 imprez edukacyjnych, 1125 miejsc dla wolontariuszy; a także 40 kursów wstępnych (2-dniowych) i prezentacji, w których miało wziąć udział co najmniej 800 uczestników, przy czym założenia te zostały zrealizowane z nawiązką: 88 miejsc pokazowych, 33 imprezy edukacyjne, 10449 okazji do wolontariatu, 50 kursów i wykładów dla ponad 1000 uczestników; ponadto zasponsorowano koszty podróży dla 84 grup odwiedzających centra LAND.

## SOLINSA
Od 2011 prowadzony przez stowarzyszenie projekt LAND bierze udział w 3-letnim programie badawczym Unii Europejskiej SOLINSA (Support of Learning and Innovation Networks for Sustainable Agriculture) jako jeden z 17 obszarów badawczych w Europie. Program ma na celu wypracowanie skutecznego sposobu wspierania innowacji dla zrównoważonego rozwoju rolnego i wiejskiego. Do badań na terenie Wielkiej Brytanii wybrano projekt LAND, ponieważ stanowi on istniejącą już sieć placówek edukacyjnych prezentujących innowację, jaką jest permakultura. Badania będą prowadzone poprzez pięć sesji warsztatowych z udziałem placówek LAND, podczas których zostaną ustalone szanse i przeszkody, wpływ i skuteczność oraz koszty projektu. Po każdej sesji opublikowany zostanie raport zawierający analizę dokumentacji oraz wywiady z kluczowymi osobami.